# Blud

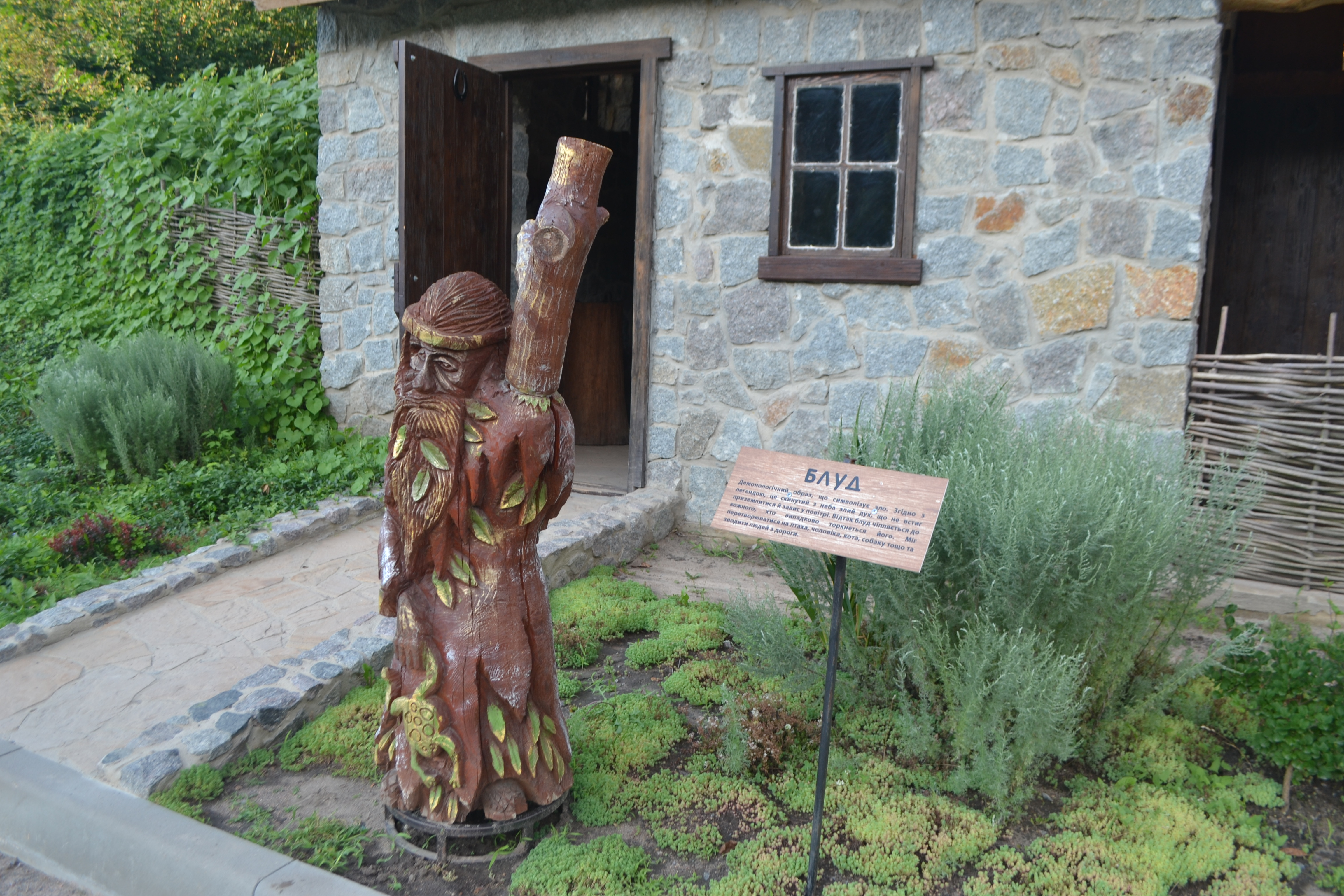
Skulptur eines Blud in der Ukraine

Blud (russisch Блуд) ist ein Naturgeist aus der slawischen Mythologie.
Der Blud soll Menschen vom richtigen Weg abbringen, in die Irre führen, oder sie zwingen, umherzuwandern oder um dieselbe Stelle herumzukreisen. Er soll ein Assistent des Leschi sein. Das Wort Blud kommt von Bludom chodyty, was „Wandern“, „einen Weg suchen“ oder „Unzucht begehen“ bedeuten kann.
Äußerlich konnte der Blud als völlig unsichtbar, amorph oder in zahlreichen Formen vorkommen, darunter als attraktive Person eines anderen Geschlechts, als Katze, Hund, Ziege, Eule, Vogel, Heuhaufen, oder Licht.
Im mythologischen Bewusstsein der alten Slawen waren Umherirren und Verirren Handlungen und Zustände des Menschen, die durch das Eingreifen böser Geister verursacht wurden. Laut dem Volksglauben waren die Gründe für den vorsätzlichen Schaden durch den Blud unterschiedlich. Man glaubte, dass eine Person in die Irre geführt  werden würde, wenn sie ohne Segen das Haus verließ oder den Wald betrat, ohne den traditionellen Appell an den Herr des Waldes zu richten. Weitere Gründe waren ein einer Person auferlegter Fluch oder übermäßig lautes Verhalten im Wald.
Orte, an denen sich dem Volksglauben zufolge Bluds am häufigsten an Menschen hefteten, konnten Kreuzungen, Weiden, Waldlichtungen, Heufelder, ein vom Wind gebogener oder umgestürzter Baum oder der Ort des vorzeitigen Todes einer Person sein. Eine Person, die sich an einem solchen Ort befand, verlor die Kontrolle über sich selbst. Man glaubte, dass eine Person, die sich verirrt hatte, um sich von den schädlichen Auswirkungen des Blud zu befreien, alle ihre Kleider umdrehen und ihre Schuhe wechseln und andere unlogische Handlungen ausführen musste.
Man glaubte, dass Zauberer und Heiler sowie Gebete und Bitten von Verwandten jemanden zurückbringen könnten, der der Macht des Bluds verfallen war. So hat sich in Polesien der Glaube erhalten, dass ein Verlorener den Weg nach Hause findet, wenn seine Familie seinen Namen durch den Schornstein ruft.
Die sorbische Variante ist auch als Bludnik bekannt und ist dem Irrlicht ähnlich. Er gilt als ein schadenfroher Geist, der bei Nacht und Nebel die Menschen so verblendet, dass sie den Weg verlieren und dabei in Sümpfe geraten. Das macht er besonders mit den Vorwitzigen, die ihm mutwillig nachlaufen. Wer ihm jedoch gut zuredet und eine annehmliche Bezahlung verspricht, hilft er den bereits verlorenen Weg wiederzufinden.